# سیمه گریگوف
سیمه گریگوف (به انگلیسی: Šime Gregov؛ زاده ۸ ژوئیهٔ ۱۹۸۹) بازیکن فوتبال اهل کرواسی است که در پست مدافع برای باشگاه فوتبال خرواتسکی دراگوولیاتس بازی می‌کند.
از باشگاه‌هایی که در آن بازی کرده‌است می‌توان به باشگاه فوتبال تراکتورسازی تبریز، باشگاه فوتبال کوپر و باشگاه فوتبال وایکینگ اشاره کرد
او با بیست دقیقه حضور در تراکتور مقابل الغرافه یک گل به خودی زد و یک پاس اشتباه منجر به گل حریف ثبت کرد .

## آمار باشگاهی
تا تاریخ ۶ دسامبر ۲۰۱۸
| فصل   | تیم     | دسته                 | لیگ  | لیگ | جام حذفی | جام حذفی | کل   | کل |
| فصل   | تیم     | دسته                 | بازی | گل  | بازی     | گل       | بازی | گل |
| ----- | ------- | -------------------- | ---- | --- | -------- | -------- | ---- | -- |
| ۲۰۱۷  | وایکینگ | لیگ برتر فوتبال نروژ | ۱۰   | ۰   | ۰        | ۰        | ۱۰   | ۰  |
| مجموع | مجموع   | مجموع                | ۱۰   | ۰   | ۰        | ۰        | ۱۰   | ۰  |